# Neuilly-sous-Clermont
Neuilly-sous-Clermont är en kommun i departementet Oise i regionen Hauts-de-France i norra Frankrike. Kommunen ligger i kantonen Mouy som tillhör arrondissementet Clermont. År 2022 hade Neuilly-sous-Clermont 1 591 invånare.

## Befolkningsutveckling

| 1793 | 1800 | 1806 | 1821 | 1831 | 1836 | 1841 | 1846 | 1851 | 1856 | 1861 | 1866 |
| ---- | ---- | ---- | ---- | ---- | ---- | ---- | ---- | ---- | ---- | ---- | ---- |
| 303  | 262  | 359  | 353  | 451  | 422  | 423  | 406  | 393  | 363  | 381  | 361  |
| 1872 | 1876 | 1881 | 1886 | 1891 | 1896 | 1901 | 1906 | 1911 | 1921 | 1926 | 1931 |
| 357  | 366  | 371  | 364  | 358  | 360  | 338  | 311  | 352  | 359  | 328  | 313  |
| 1936 | 1946 | 1954 | 1962 | 1968 | 1975 | 1982 | 1990 | 1999 | 2006 | 2012 |      |
| 307  | 375  | 392  | 507  | 510  | 1394 | 1419 | 1606 | 1685 | 1669 | 1686 |      |